# Tim Vine

Timothy Mark Vine (født 4. marts 1967) er en engelsk forfatter, skuespiller, komiker og tv-vært, der er kendt for sine oneliner-jokes og for sin rolle i Not Going Out fra 2006 til 2014. Han har udgivet en række DVD'er med sit stand-up comedy, og har skrevet flere vittighedsbøger.
I 2010 og 2014 vandt Vine prisen for bedste joke ved Edinburgh Festival Fringe. Hans vinderjokes var: "I've just been on a once-in-a-lifetime holiday. I'll tell you what, never again" og "I decided to sell my Hoover ... well it was just collecting dust." Han var i finalen i 2011, 2012 og 2013.